# Andreas Bergmann (Fußballspieler)
Andreas Bergmann (* 18. Juni 1959 in Steinfeld) ist ein deutscher Fußballtrainer und ehemaliger -spieler. Seit dem 1. Juni 2020 ist er Cheftrainer von Altona 93.

## Spielerkarriere
Bergmann spielte von 1982 bis 1989 in der höchsten deutschen Amateurklasse, der Fußball-Oberliga Nordrhein, für die Vereine 1. FC Köln, Wuppertaler SV, Bonner SC und VfB Remscheid.

## Trainerkarriere
Bergmann ist diplomierter Sport- und Fußball-Lehrer. Als Sportlehrer war er von 1989 bis 1994 beim SV Falke Steinfeld und von 1994 bis 1997 beim Niedersächsischen Fußballverband tätig. Von 1997 bis 2001 war er Jugendkoordinator beim Karlsruher SC. Von 2001 bis 2004 war Bergmann verantwortlicher Jugendkoordinator und Trainer der Amateurmannschaft des FC St. Pauli. Am 29. März 2004 übernahm er bei diesem Verein vom entlassenen Franz Gerber die Profimannschaft. Nachdem er in der Regionalliga Nord vier Spiele in Folge ohne Sieg geblieben war, wurde er am 20. November 2006 von seinen Pflichten entbunden.

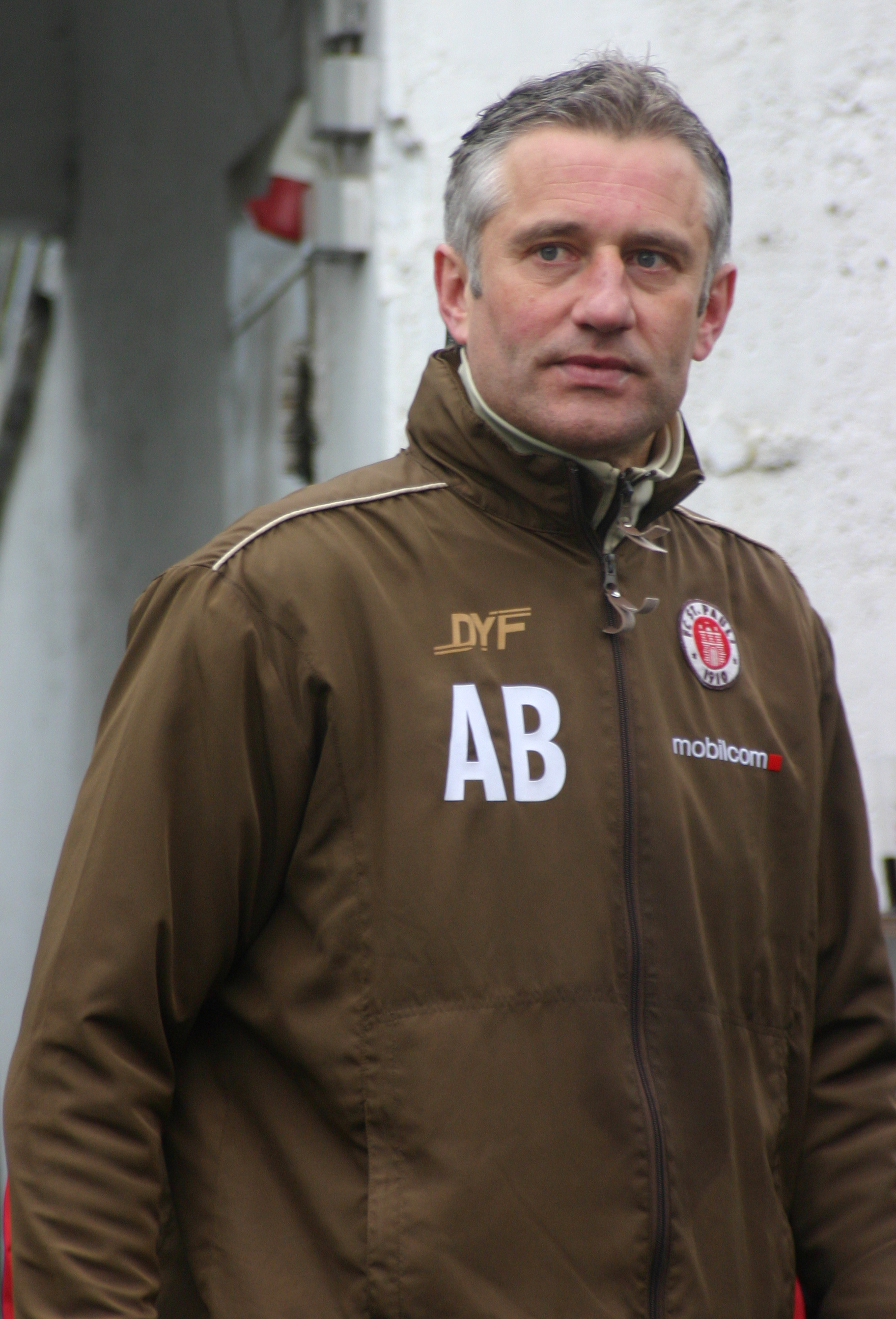
Bergmann als Cheftrainer des FC St. Pauli, 2006

Am 1. Juli 2007 übernahm Bergmann die U23-Mannschaft von Hannover 96, zugleich wurde er sportlicher Leiter des Nachwuchsleistungszentrums. Nach dem Rücktritt von Dieter Hecking am 19. August 2009 übernahm er vorübergehend die erste Mannschaft. Am 30. August 2009 wurde er bei Hannover 96 Cheftrainer, er erhielt einen Einjahresvertrag. Am 19. Januar 2010 wurde er nach 16 Spieltagen beurlaubt. Zur Saison 2010/11 übernahm Bergmann wieder das Training der U23-Mannschaft.
Im September 2011 wurde Bergmann als Nachfolger des entlassenen Friedhelm Funkel Cheftrainer des VfL Bochum. Er führte die Mannschaft auf Platz 11 der Abschlusstabelle 2011/12. Nach sieben Pflichtspielen ohne Sieg in der Saison 2012/13 der 2. Bundesliga wurde er am 28. Oktober 2012, einen Tag nach einer 1:6-Auswärtsniederlage beim FC Erzgebirge Aue, beurlaubt.
Am 30. Mai 2013 wurde Bergmann neuer Trainer beim F.C. Hansa Rostock. Die Saison 2013/14 verlief jedoch wechselhaft für Rostock. Immer wieder folgten Niederlagenserien, nur selten konnte die Mannschaft den Ansprüchen gerecht werden. Nach einer 1:2-Niederlage gegen den 1. FC Neubrandenburg im Landespokal wurden Bergmann und seine Co-Trainer entlassen.
Zum 1. Juni 2020 übernahm er als Nachfolger des freigestellten Berkan Algan das Amt des Cheftrainers beim Hamburger Regionallisten Altona 93. Zu diesem Zeitpunkt befand sich die Spielzeit in einer aufgrund der COVID-19-Pandemie angeordneten Saisonpause.

## Erfolge
In der Saison 2005/06 erreichte Bergmann mit der Regionalligamannschaft des FC St. Pauli das DFB-Pokal-Halbfinale, in dem sie mit 0:3 gegen den FC Bayern München ausschied. Im Viertelfinale hatte sie den späteren Vizemeister Werder Bremen mit 3:1 besiegen können. In seiner Zeit bei St. Pauli konnte er dreimal hintereinander den Hamburger Pokal gewinnen.
Dieser Erfolg gelang erst wieder Teutonia Ottensen in den Spielzeiten 2021/22 bis 2023/24.
2024 gewann Bergmann als Trainer des Oberligisten Altona 93 die Hamburger Meisterschaft, scheiterte jedoch in den anschließenden Relegationsspielen zur Regionalliga 2024/2025 an Werder Bremen II und dem schleswig-holsteinischen Konkurrenten um einen der beiden Aufstiegsplätze, dem SV Todesfelde.
Vor dem Saisonstart der neuen Oberligasaison besiegte Altona 93 im Spiel um den HFV-Supercup 2024 den amtierenden Hamburger Pokalsieger Teutonia Ottensen. In der Saison 2024/2025 gewann Bergmann mit Altona 93 den Titel in der Oberliga Hamburg erneut. Punktgleich mit der TuS Dassendorf und mit nur einem um drei Tore besseren Torverhältnis konnte die Meisterschaft am letzten Spieltag der Saison erfolgreich verteidigt werden.
- Hamburger Pokalsieger: 2004, 2005, 2006 (mit St. Pauli)
- Meister Oberliga Hamburg: 2024, 2025 (mit Altona 93)
- HFV-Supercup-Sieger: 2024, 2025 (mit Altona 93)
- DFB-Pokal (Halbfinale): 2005/2006 (mit St. Pauli)
- Aufstieg in die Regionalliga Nord: 2025 (mit Altona 93)

## Privates
Bergmann lebt mit seiner Lebensgefährtin und deren Tochter zusammen.